# Америчка Самоа на Олимпијским играма
Америчка Самоа је први пут учествовала на Летњим олимпијским играма 1988. у Сеулу, и од тада је учествовала на свим Летњим олимпијским играма.
Америчка Самоа је дебитовала на Зимским олимпијским играма 1994. у Лилехамеру Норвешка и од тада се није више појављивала.
Налази се у групи земаља које никад нису освајале олимпијске медаље.
Олимпијски комитет Америчке Самое постао је члан МОК-а 1985. године.

## Медаље

### Учешће и освојене медаље на ЛОИ
| Учешће и освојене медаље Америчке Самое на ЛОИ |                     |        |      |      |        |       |        |        |        |         |
| ЛОИ                                            | Носилац заставе     | Учешће | Муш. | Жене | сопрт. | Злато | Сребро | Бронза | Укупно | Пласман |
| 1988. Сеул                                     |                     | 6      | 6    | 0    | 4      | 0     | 0      | 0      | 0      | -       |
| 1992. Барселона                                |                     | 3      | 3    | 0    | 2      | 0     | 0      | 0      | 0      | -       |
| 1996. Атланта                                  | Маселино Масое      | 7      | 6    | 1    | 5      | 0     | 0      | 0      | 0      | -       |
| 2000. Сиднеј                                   | Лиса Мисипека       | 4      | 3    | 1    | 3      | 0     | 0      | 0      | 0      | -       |
| 2004. Атина                                    | Лиса Мисипека       | 3      | 2    | 1    | 2      | 0     | 0      | 0      | 0      | -       |
| 2008. Пекинг                                   | Силулу Аетону       | 4      | 2    | 2    | 3      | 0     | 0      | 0      | 0      | -       |
| 2012. Лондон                                   | Чинг Мау Веј        | 5      | 4    | 1    | 4      | 0     | 0      | 0      | 0      | -       |
| 2016. Рио де Жанеиро                           | Танумафили Јунгблут | 4      | 3    | 1    | 3      | 0     | 0      | 0      | 0      | -       |
| 2020. Токио                                    |                     |        |      |      |        |       |        |        |        |         |
| 2024. Париз                                    |                     |        |      |      |        |       |        |        |        |         |
| 2028. Лос Анђелес                              | предстојећи догађај |        |      |      |        |       |        |        |        |         |
| 2032. Бризбејн                                 | предстојећи догађај |        |      |      |        |       |        |        |        |         |
| Укупно (8)                                     |                     | 36     | 29   | 7    |        | 0     | 0      | 0      | 0      |         |

### Преглед учешћа спортиста Америчке Самое по спортовима на ЛОИ
| Спорт         | Период | Период   | Укупно | Мушкарци | Жене |   |   |   |   |
| Спорт         | Прво   | Последње | Укупно | Мушкарци | Жене |   |   |   |   |
| ------------- | ------ | -------- | ------ | -------- | ---- | - | - | - | - |
| Атлетика      | 1988   | 2016.    | 8      | 6        | 2    | 0 | 0 | 0 | 0 |
| Бокс          | 1988.  | 1996.    | 2      | 2        | 0    | 0 | 0 | 0 | 0 |
| Дизање тегова | 1988   | 2016.    | 6      | 6        | 0    | 0 | 0 | 0 | 0 |
| Једрење       | 1996.  | 1996.    | 2      | 2        | 0    | 0 | 0 | 0 | 0 |
| Пливање       | 2008   | 2012     | 4      | 2        | 2    | 0 | 0 | 0 | 0 |
| Рвање         | 1988   | 1996     | 3      | 3        | 0    | 0 | 0 | 0 | 0 |
| Стреличарство | 2000.  | 2000.    | 1      | 1        | 0    | 0 | 0 | 0 | 0 |
| Џудо          | 2008   | 2016     | 3      | 2        | 1    | 0 | 0 | 0 | 0 |
| Укупно (8)    |        |          | 29     | 24       | 5    | 0 | 0 | 0 | 0 |

Разлика у горње две табеле у броју учесника (7), мушкараца (5) и жена (2) настала је у овој табели јер је сваки спотиста без обриза колико је пута учествовао на играма и у колико разних спортова рачунат само једном

### Медаље освојене на ЗОИ
| Учешће и освојене медаље Америчке Самое на ЗОИ |                                 |                                 |                                 |                                 |                                 |                                 |                                 |                                 |                                 |                                 |
| ЗОИ                                            | Носилац заставе                 | Учешће                          | Муш.                            | Жене                            | сопрт.                          | Злато                           | Сребро                          | Бронза                          | Укупно                          | Пласман                         |
| 1994. Лилехамер                                | Фауга Муагутутија               | 2                               | 2                               | 0                               | 1                               | 0                               | 0                               | 0                               | 0                               |                                 |
| 1998. Нагано                                   | Америчка Самоа није учествовала | Америчка Самоа није учествовала | Америчка Самоа није учествовала | Америчка Самоа није учествовала | Америчка Самоа није учествовала | Америчка Самоа није учествовала | Америчка Самоа није учествовала | Америчка Самоа није учествовала | Америчка Самоа није учествовала | Америчка Самоа није учествовала |
| 2002. Солт Лејк Сити                           | Америчка Самоа није учествовала | Америчка Самоа није учествовала | Америчка Самоа није учествовала | Америчка Самоа није учествовала | Америчка Самоа није учествовала | Америчка Самоа није учествовала | Америчка Самоа није учествовала | Америчка Самоа није учествовала | Америчка Самоа није учествовала | Америчка Самоа није учествовала |
| 2006. Торино                                   | Америчка Самоа није учествовала | Америчка Самоа није учествовала | Америчка Самоа није учествовала | Америчка Самоа није учествовала | Америчка Самоа није учествовала | Америчка Самоа није учествовала | Америчка Самоа није учествовала | Америчка Самоа није учествовала | Америчка Самоа није учествовала | Америчка Самоа није учествовала |
| 2010. Ванкувер                                 | Америчка Самоа није учествовала | Америчка Самоа није учествовала | Америчка Самоа није учествовала | Америчка Самоа није учествовала | Америчка Самоа није учествовала | Америчка Самоа није учествовала | Америчка Самоа није учествовала | Америчка Самоа није учествовала | Америчка Самоа није учествовала | Америчка Самоа није учествовала |
| 2014. Сочи                                     | Америчка Самоа није учествовала | Америчка Самоа није учествовала | Америчка Самоа није учествовала | Америчка Самоа није учествовала | Америчка Самоа није учествовала | Америчка Самоа није учествовала | Америчка Самоа није учествовала | Америчка Самоа није учествовала | Америчка Самоа није учествовала | Америчка Самоа није учествовала |
| 2018. Пјонгчанг                                |                                 |                                 |                                 |                                 |                                 |                                 |                                 |                                 |                                 |                                 |
| 2022. Пекинг                                   |                                 |                                 |                                 |                                 |                                 |                                 |                                 |                                 |                                 |                                 |
| 2026. Милано и Кортина                         | предстојећи догађај             |                                 |                                 |                                 |                                 |                                 |                                 |                                 |                                 |                                 |
| 2030. Француски Алпи                           | предстојећи догађај             |                                 |                                 |                                 |                                 |                                 |                                 |                                 |                                 |                                 |
| Укупно 1/6                                     |                                 | 2                               | 2                               | 0                               |                                 | 0                               | 0                               | 0                               | 0                               |                                 |

### Преглед учешћа спортиста Америчке Самое по спортовима на ЗОИ
| Спорт      | Период | Период   | Укупно | Мушкарци | Жене |   |   |   |   |
| Спорт      | Прво   | Последње | Укупно | Мушкарци | Жене |   |   |   |   |
| ---------- | ------ | -------- | ------ | -------- | ---- | - | - | - | - |
| Боб        | 1994   | 1994     | 2      | 2        | 0    | 0 | 0 | 0 | 0 |
| Укупно (1) |        |          | 2      | 2        | 0    | 0 | 0 | 0 | 0 |

## Занимљивости
- Најмлађи учесник: Kuresa Tupua, 16 година и 98 дана Сиднеј 2000. стреличарство
- Најстарији учесник: Fua Logo Tavui, 43 године и 365 дана Атланта 1996. једрење
- Највише учешћа: 3 Моселино Масое (1988, 1992, 1996)  и Лиса Мисипека (1996, 2000, 2004)
- Највише медаља: -
- Прва медаља: -
- Прво злато: -
- Најбољи пласман на ЛОИ: -
- Најбољи пласман на ЗОИ: -